# グラハム・ズシ
グラハム・ズシ（Graham Zusi 、1986年8月18日 - ）は、アメリカ合衆国・フロリダ州ロングウッド出身のプロサッカー選手。サッカーアメリカ合衆国代表。スポルティング・カンザスシティ所属。ポジションはMF。

## 経歴

### 初期
メリーランド大学カレッジパーク校で犯罪学の学位を取得した。大学のサッカー部でプレーする傍ら、オーランド・シティSCのリザーブチームでもプレーした。

### クラブ
2009年のMLSスーパードラフトで、二巡目（全体23人目）にカンザスシティ・ウィザーズに指名された。2009年3月21日、トロントFC戦でプロデビュー。2011年シーズンから主力に定着し、イースタンカンファレンスでのチームの躍進に貢献した。2012年2月、新たに4年契約を結んだ。
2012–13シーズン中、プレミアリーグのウェストハム・ユナイテッドFCのトライアルに参加したが、正式契約には至らなかった。

### 代表
2012年1月21日、フレンドーマッチのベネズエラ戦でスタメン出場し代表デビュー。1月15日のパナマ戦で代表初ゴール。2013年2月6日の2014 FIFAワールドカップ・北中米カリブ海予選・ホンジュラス戦で公式戦初出場。
2013年10月15日、ワールドカップ予選のパナマ戦でチーム2点目となる同点ゴールを挙げた。その後、アロン・ヨーハンソンが逆転ゴールを挙げ3-2で勝利した。アメリカ代表は既に出場権を確保していたが、この試合の結果によりメキシコ代表がパナマ代表を逆転して大陸間プレーオフ出場権を獲得したため、メキシコ代表のサポーター達から聖ズシ（San Zusi）と呼ばれた。
2014 FIFAワールドカップではガーナ戦とポルトガル戦の2試合に出場。それぞれの試合で1アシストを記録した。

## 代表歴

### 出場大会
- アメリカ代表
  - 2014 FIFAワールドカップ

### 試合数
- 国際Aマッチ 55試合 5得点（2012年-2017年）[7]

| アメリカ代表 | 国際Aマッチ | 国際Aマッチ |
| 年           | 出場        | 得点        |
| ------------ | ----------- | ----------- |
| 2012         | 6           | 1           |
| 2013         | 12          | 2           |
| 2014         | 10          | 0           |
| 2015         | 4           | 0           |
| 2016         | 10          | 2           |
| 2017         | 13          | 0           |
| 通算         | 55          | 5           |

### 得点
| No | 開催日         | 開催地         | 対戦国     | スコア | 最終結果 | 試合概要                     |
| -- | -------------- | -------------- | ---------- | ------ | -------- | ---------------------------- |
| 1  | 2012年1月25日  | パナマ市       | パナマ     | 1–0    | 1–0      | 親善試合                     |
| 2  | 2013年10月11日 | カンザスシティ | ジャマイカ | 1–0    | 2–0      | 2014 FIFAワールドカップ予選  |
| 3  | 2013年10月15日 | パナマ市       | パナマ     | 2–2    | 3–2      | 2014 FIFAワールドカップ予選  |
| 4  | 2016年3月29日  | コロンバス     | グアテマラ | 3–0    | 4–0      | 2018 FIFAワールドカップ予選  |
| 5  | 2016年7月7日   | シカゴ         | コスタリカ | 4–0    | 4–0      | コパ・アメリカ・センテナリオ |

## タイトル
メリーランド大学
- NCAA男子ディビジョンIサッカーチャンピオンシップ: 2005, 2008

カンザスシティ
- MLSカップ: 2013
- USオープンカップ: 2012, 2015, 2017
- イースタン・カンファレンス: 2013

アメリカ合衆国代表
- CONCACAFゴールドカップ: 2017